# Erekovci
Erekovci (makedonska: Ерековци) är en ort i Nordmakedonien. Den ligger i kommunen Prilep, i den södra delen av landet, 90 kilometer söder om huvudstaden Skopje. Erekovci ligger 599 meter över havet och antalet invånare är 684.